# Étienne de Villaret
 (septembre 2011).
Si vous disposez d'ouvrages ou d'articles de référence ou si vous connaissez des sites web de qualité traitant du thème abordé ici, merci de compléter l'article en donnant les références utiles à sa vérifiabilité et en les liant à la section « Notes et références ».
Pour les articles homonymes, voir De Villaret.
Étienne Godefroy Timoléon de Villaret, né le 17 février 1854 à Saint-Laurent-Lolmie dans le Lot et mort le 18 janvier 1931 à Angers, est un officier général de l'armée française.

## Origine et formation
Le général Étienne de Villaret a été présenté comme « appartenant à une des plus anciennes et des plus illustres familles de la chevalerie gévaudanaise, qui a donné à l'ordre de Saint-Jean de Jérusalem, deux de ses grands maîtres les plus célèbres : Guillaume de Villaret, qui occupa le magistère de 1296 à 1305, et Foulques de Villaret, son neveu, qui l'occupa de 1305 à 1319 ». Cette noble ascendance, apparemment basée sur une simple homonymie, est parfois discutée. 
La famille Villaret, dont est issu le général, demeurait au début du XIVe siècle dans le Quercy, comme l'attestent les registres paroissiaux des archives départementales de Tarn-et-Garonne. S'y trouve également l’acte de mariage de Louis de Villaret, son arrière-grand-père, à Lafrançaise le 30 janvier 1720.
Étienne Godefroy Timoléon de Villaret est né le 17 février 1854 au château de Floyras, à Saint-Laurent-Lolmie dans le Lot. Après des premières études suivies à Toulouse, il se prépara à Saint-Cyr et y entra le 15 octobre 1872. Il y fut rapidement gradé et en sortit avec le no 20, choisissant l'infanterie et plus spécifiquement les chasseurs à pied.

## Carrière militaire
Nommé sous-lieutenant le 1er octobre 1874, il est affecté au 17e bataillon de chasseurs à pied alors en garnison à Alençon. Pendant ses premières années d'initiation militaire, il passe par l'école de tir du Ruchard où il enlève le premier prix d'ensemble, et par l'école de gymnastique de Joinville où il reçoit le prix unique d'escrimes diverses. Entre-temps, il est détaché à des travaux de révision de la carte, dans la Sarthe d'abord, en 1875 et 1876, puis l'année suivante en Eure-et-Loir.

### L'Afrique du Nord
Dans le courant de 1877, le 17e bataillon est avisé qu'il irait en Algérie, tenir garnison à Batna, dans la province de Constantine. À ses moments de loisirs, Villaret se consacrait à l'étude de la nature dans les forêts qui entourent Batna : entomologie, botanique, géologie où il pratiquait le dessin et la topographie. Il reçut son baptême du feu en juin 1879 pendant l'insurrection de l'Aurès. Lieutenant le 8 septembre 1879, Étienne de Villaret revint en France quelques mois après pour suivre à Paris, de 1880 à 1882, les cours de l'École supérieure de guerre où il venait d'être admis. Il en sortit neuvième, obtenant la mention très bien. Dans ce grade, et pourvu du brevet d'état-major, il accomplit, de 1883 à 1884, une mission scientifique en Algérie et Tunisie.

### L'Extrême-Orient

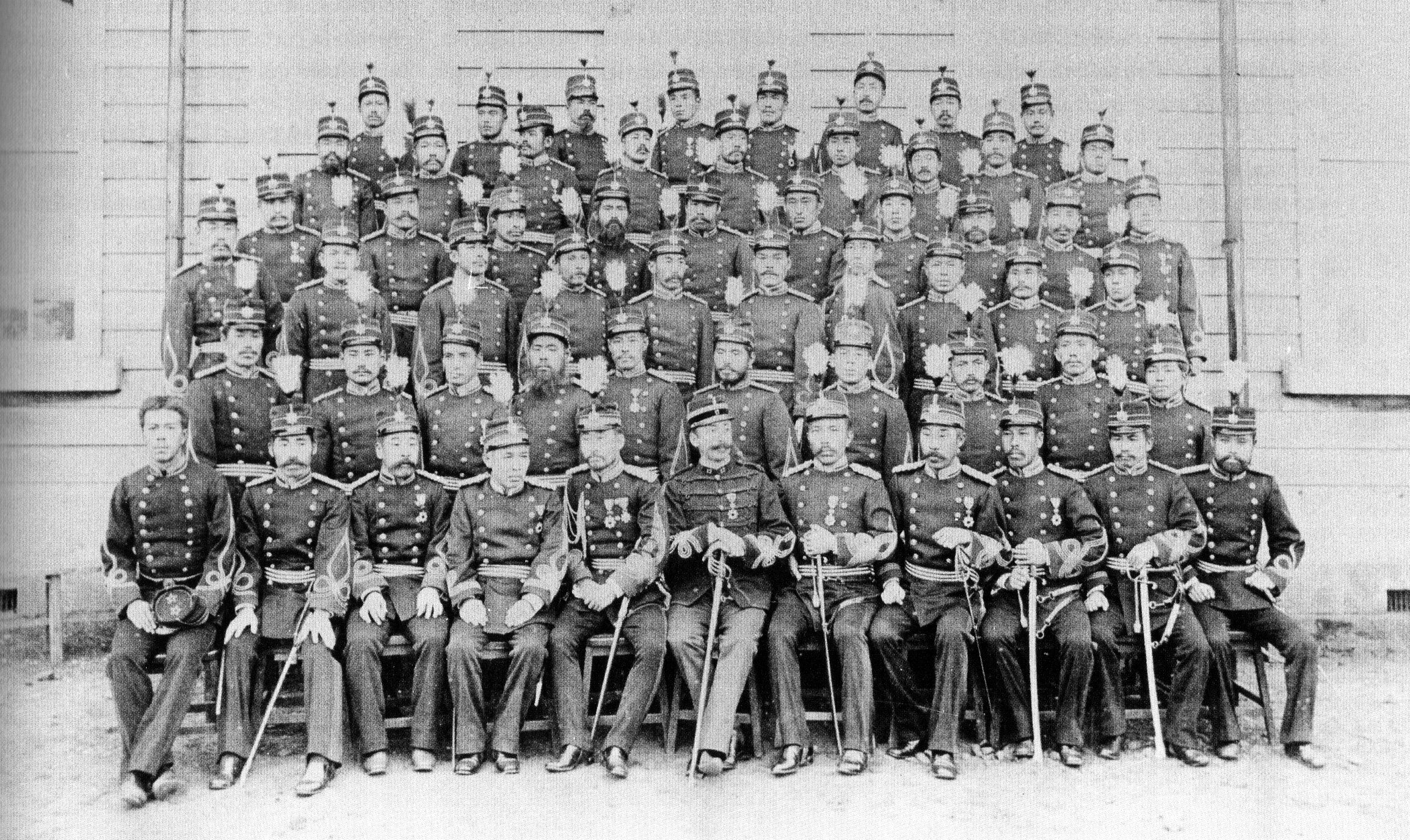
Le capitaine de Villaret avec ses élèves japonais.

Au mois d'août 1884, le gouvernement japonais, qui s'occupait déjà de réorganiser son armée à l'européenne, demanda à la France quelques officiers instructeurs. Le lieutenant de Villaret fut désigné pour faire partie de la mission militaire. Il s'embarqua au Havre et, après quelques jours passés à New York, il traversa les États-Unis pour atteindre San Francisco, d'où il partit pour Yokohama. Peu après, il rejoignit Tokyo. Parti comme lieutenant, il fut nommé capitaine le 30 décembre 1884 et, le 28 décembre 1886, il recevait du gouvernement japonais la décoration de l'ordre du Soleil levant. Pendant les trois ans qu'il vécut au Japon, il s'intéressa au pays et tenta, à la suite de voyages assez nombreux et méthodiques, une description de l'Empire du Soleil levant. Dans un volume très documenté, il indique la physionomie générale de cet État, l'histoire du développement de la nation, en ajoutant quelques indications succinctes sur la religion, la langue, les mœurs, l'organisation politique et l'armée.
Plus tard, en 1892, il fit paraître un autre ouvrage accompagné de 166 dessins de monnaies qu'il intitula Numismatique japonaise et qui reproduit scrupuleusement la plupart de celles dont se composait sa collection que, par la suite, il devait céder au Cabinet des médailles de la Ville de Paris.

### France
Revenu d'Extrême-Orient par l'Indochine, les Indes et Ceylan, il fut dès son retour en France en 1887 nommé au ministère de la Guerre, où il s'occupa particulièrement des armées étrangères. Le 22 mars 1888, à Toulouse, il épousa Gabrielle Marie Madeleine Laffont et demanda peu après à rentrer dans la troupe où il exerça successivement divers commandements alternant avec le service dans les états-majors. Le 26 avril 1889, il fut nommé au 83e régiment d'infanterie à Saint-Gaudens puis, le 5 août 1890, à l'état-major de la 33e division à Montauban. Il y prit une part active aux travaux de la Société archéologique de Tarn-et-Garonne.
Le 30 décembre 1892, il fut nommé chevalier de la Légion d'honneur ; le 1er octobre 1893, il obtint la médaille coloniale, agrafe Algérie ; le 24 décembre 1894, il fut promu chef de bataillon au 54e RI à Avignon et, le 18 novembre 1897, mis hors cadre et nommé à l'emploi de chef d'état-major de la 30e division. Le 12 octobre 1901, le commandant de Villaret fut promu lieutenant-colonel et maintenu provisoirement à Avignon à la tête de l'état-major de la 30e division. Comme à Montauban, il se mêla à l'élite cultivée de la ville, l'Académie de Vaucluse.
Le 2 avril 1902, il fut affecté au 138e régiment d'infanterie à Bellac, puis, après un stage de six mois au 20e régiment de dragons à Limoges, il fut nommé le 9 avril 1903 sous-chef d'état-major du 15e corps d'armée à Marseille. Il revenait en Provence où ses supérieurs le connaissaient. Il s'y était spécialisé dans les questions ayant trait à la guerre de montagne. Promu colonel le 23 juin 1907, il fut d'abord maintenu dans les fonctions de chef d'état-major du 15e corps qu'il remplissait déjà comme lieutenant-colonel depuis plus d'un an et, le 25 janvier 1908, il fut affecté au 88e régiment à Auch.
Le 29 décembre 1910, il fut promu officier de la Légion d'honneur. Le 21 septembre 1911, le colonel de Villaret fut nommé au commandement par intérim de la 43e brigade à Vannes, jusqu'au 23 mars 1912 où il fut promu général de brigade et mis à la tête de la 79e brigade d'infanterie à Commercy.

### La Grèce

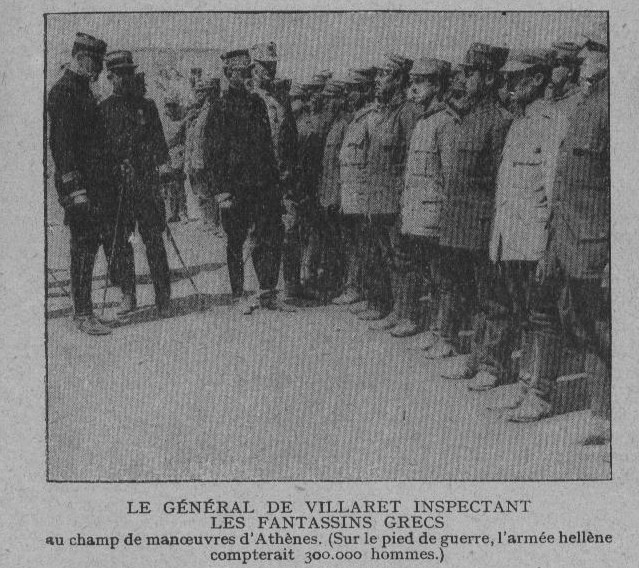
Le général de Villaret inspectant les troupes grecques.

En avril 1914, le général de Villaret devint chef de la Mission militaire française en Grèce, en remplacement du général Eydoux. Le général de Villaret quittait Commercy où il avait fondé une filiale de la Société des sciences, lettres et arts de Bar-le-Duc.
C'est à Marseille que, le 17 avril 1914, il s'embarqua à bord de l'Équateur. Dès son arrivée à Athènes, il fut nommé au commandement effectif du 1er corps de l'Armée grecque. Au commencement de juillet, ses troupes avaient acquis un entraînement qui leur valait les félicitations officielles du roi Constantin et le 20 juillet, il recevait la croix de grand commandeur de l'Ordre du Sauveur.

### La guerre de 1914-1918

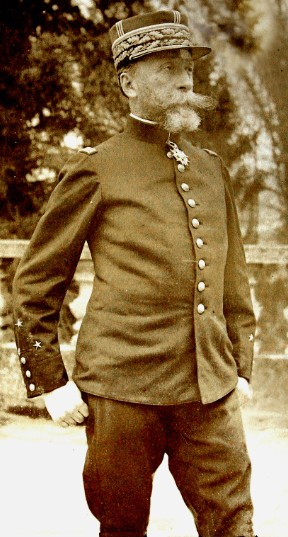
Étienne de Villaret le 10 avril 1915.

#### Commandement de la14edivisiond'infanterie en août 1914
Les événements se précipitant, il dut rentrer en France avec tous les officiers qui l'accompagnaient pour participer aux premiers combats de la guerre mondiale qui venait de s'ouvrir. C'est au milieu de la nuit du 8 au 9 août 1914 que la mission quitta la Grèce et fit route pour Marseille. Le 12, à onze heures, elle était au quai. Le matin du 13 août, il lui fut présenté, par le général commandant la XVe région, un ordre du général en chef lui prescrivant, sans autre détail, de partir d'urgence et en automobile pour Belfort pour s'y mettre à la disposition du général Pau. Le 14 août au soir, le général de Villaret arrivait à Belfort et apprenait le 16 qu'il était placé à la tête de la 14e division. Il prit son commandement le jour même. Ainsi s'ouvrait pour lui la période des hostilités.
Le 19 août, il entrait à Mulhouse après le combat acharné de Dornach où se cristallisa la résistance allemande avant d'évacuer le 24. La Belgique était envahie, la porte de Paris ouverte. La 14e division transportée vers Amiens eut pour mission de la boucher sans retard. Le 29 août, c'était la bataille de Proyart-Vauvillers (Somme) où le 7e corps, et particulièrement la 14e division, furent fortement engagés. Du 6 au 10 septembre, ce fut la bataille de l'Ourcq. La 14e division y joua un rôle important et difficile, toujours sous la conduite du général de Villaret. La 14e division, attaquant et contre-attaquant à plusieurs reprises, tint bon dans la région d'Acy-en-Multien, brisant sur ce point l'élan de l'adversaire. Sa résistance offensive permit d'arrêter le mouvement de retraite. Le 13 septembre, lors de la bataille de l'Aisne, la division du général de Villaret força le passage de l'Aisne à Vic-sur-Aisne.

#### Commandement du7ecorpsd'armée en novembre 1914
Ces succès lui valurent d'être nommé général de division le 27 octobre 1914, et de recevoir le 17 novembre le commandement du 7e corps d'armée.

#### Le drame de Vingré en décembre 1914

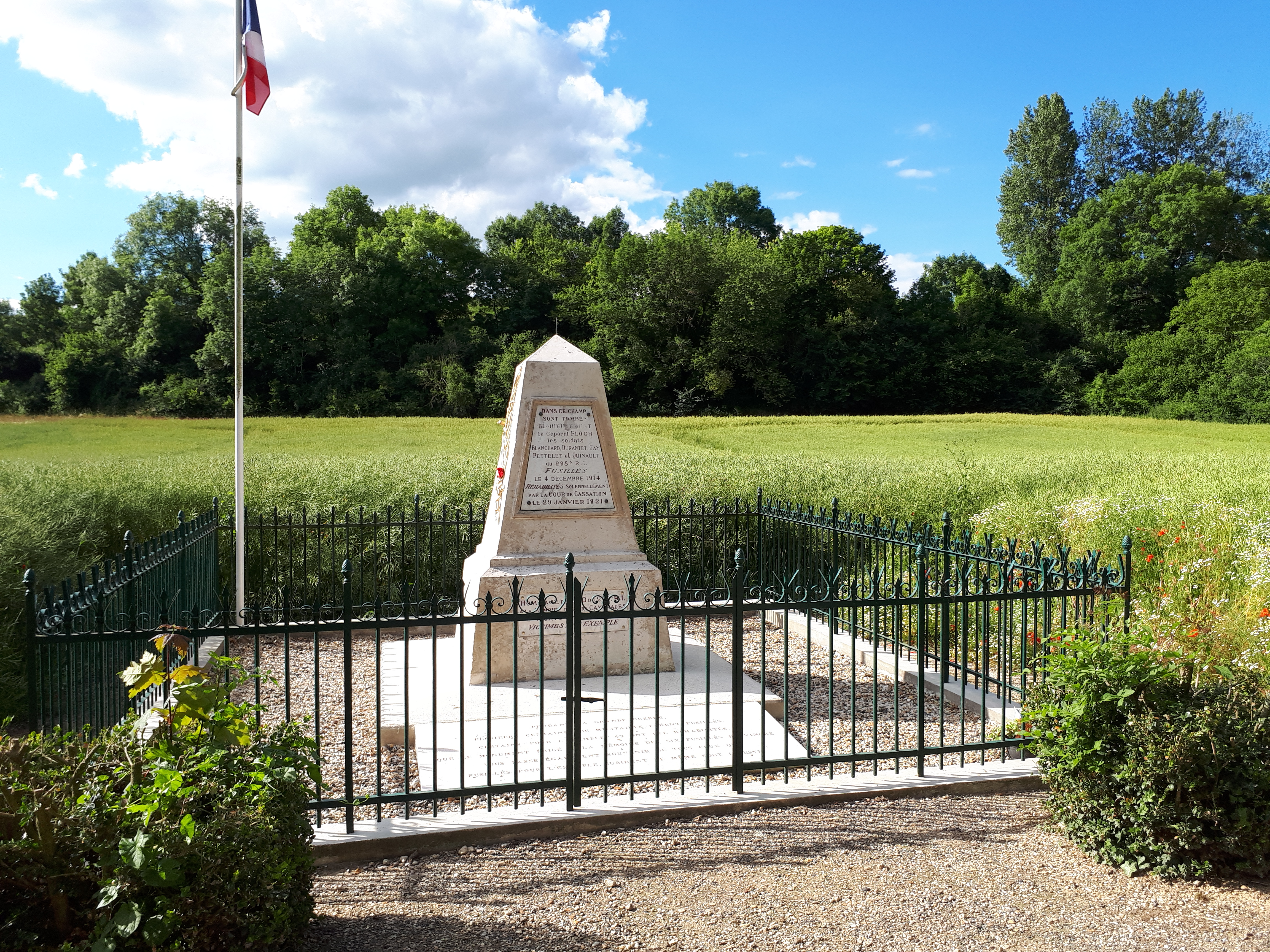
Monument à la mémoire des "Martyrs de Vingré", à la sortie du village éponyme sur la route de Berry

À la suite des directives données par le général de Villaret, six hommes, le caporal Floch et les soldats Blanchard, Durantet, Gay, Pettelet et Quinault, furent exécutés à Vingré dans l'Aisne en décembre 1914. Ces six soldats fusillés pour l'exemple ont été réhabilités en 1921 et un monument a été édifié à leur mémoire sur le lieu de leur exécution.
Après la prise par surprise de leur tranchée de première ligne, les soldats se replient sur la seconde avant peu après de réussir à reprendre aux Allemands la tranchée abandonnée. À la suite des directives données au Conseil de guerre du régiment par le général de Villaret pour « aider les combattants à retrouver le goût de l'obéissance » six hommes de la 19e compagnie du 298e R.I. parmi les vingt-quatre soldats de deux escouades qui se trouvaient dans la première tranchée sont désignés et sont fusillés pour l'exemple pour abandon de poste face à l'ennemi le 4 décembre 1914. Ils n'avaient pourtant fait qu'obéir aux ordres de leur chef, le sous-lieutenant Paulaud. Voici ce qu'écrivit le soldat Quinault à sa femme la veille de son exécution : 

« je t'écris mes dernières nouvelles. C'est fini pour moi. J'ai pas le courage. Il nous est arrivé une histoire dans la compagnie. Nous sommes passés 24 au conseil de guerre. Nous sommes 6 condamnés à mort. Moi, je suis dans les 6 et je ne suis pas plus coupable que les camarades, mais notre vie est sacrifiée pour les autres. Dernier adieu, chère petite femme. C'est fini pour moi. Dernière lettre de moi, décédé pour un motif dont je ne sais pas bien la raison. Les officiers ont tous les torts et c'est nous qui sommes condamnés à payer pour eux. Jamais j'aurais cru finir mes jours à Vingré et surtout d'être fusillé pour si peu de chose et n'être pas coupable. Ça ne s'est jamais vu, une affaire comme cela. Je suis enterré à Vingré… »

Des anciens du régiment, dont Claudius Lafloque, vont après guerre agir pour faire réhabiliter les six hommes et l'affaire est médiatisée par la presse. La Cour de cassation casse le jugement du Conseil de guerre le 29 janvier 1921 et réhabilite les six fusillés qui sont même décorés à titre posthume et  quelques communes en France donneront même le nom de Martyrs de Vingré à une de leurs rues. À la suite de cette décision, le lieutenant Paulaud fut inculpé pour faux témoignage par le ministère de la Guerre et jugé les 4 et 5 octobre 1921 devant le conseil de guerre de la 13e région militaire. Le commissaire du gouvernement requit trois ans de prison et sa destitution, mais il fut acquitté. Selon l'historien Nicolas Offenstadt, c'est le seul officier qui passa en jugement pour son rôle dans une exécution. En juillet 1929, Emile Floch, frère du caporal Floch, porta plainte pour forfaiture contre les officiers jugés responsables de la condamnation de 1914 : le général Étienne de Villaret, le colonel Pinoteau et le commandant Guignot, mais cette plainte fut classée sans suite.

#### Blessure au front en mars 1915
Quelques mois plus tard, le 11 mars 1915, à 16 heures, le général de Villaret fut grièvement blessé par la même balle qui atteignit son chef direct, le général Maunoury, alors qu'ils observaient ensemble les lignes allemandes à travers le créneau d'une des tranchées avancées. Il se précipite au secours du général Maunoury évanoui dans la tranchée. Comme on voulait le panser lui-même, il refusa les soins et alla rejoindre le poste voisin. Il fut alors constaté que la balle lui avait occasionné une plaie pénétrante de la région frontale au-dessus de l’œil gauche et à l’œil gauche. La trépanation que le général de Villaret dut subir, quelques heures après avoir été frappé, lui évita toute complication cérébrale dangereuse. Le 14 mars 1915, le ministre de la Guerre se rendit à son chevet pour lui remettre, au nom du président de la République, la croix de commandeur de la Légion d'honneur. C'est sous le libellé suivant qu'il fut inscrit à ce grade : « officier général de haute valeur, joignant à une culture générale des plus étendues, les plus solides qualités de fermeté, de décision et d'énergie ; a brillamment commandé une division à la bataille de la Marne, a montré les plus belles aptitudes au commandement et à la tête d'un corps d'armée. Blessé grièvement en visitant les tranchées occupées par ses troupes ».

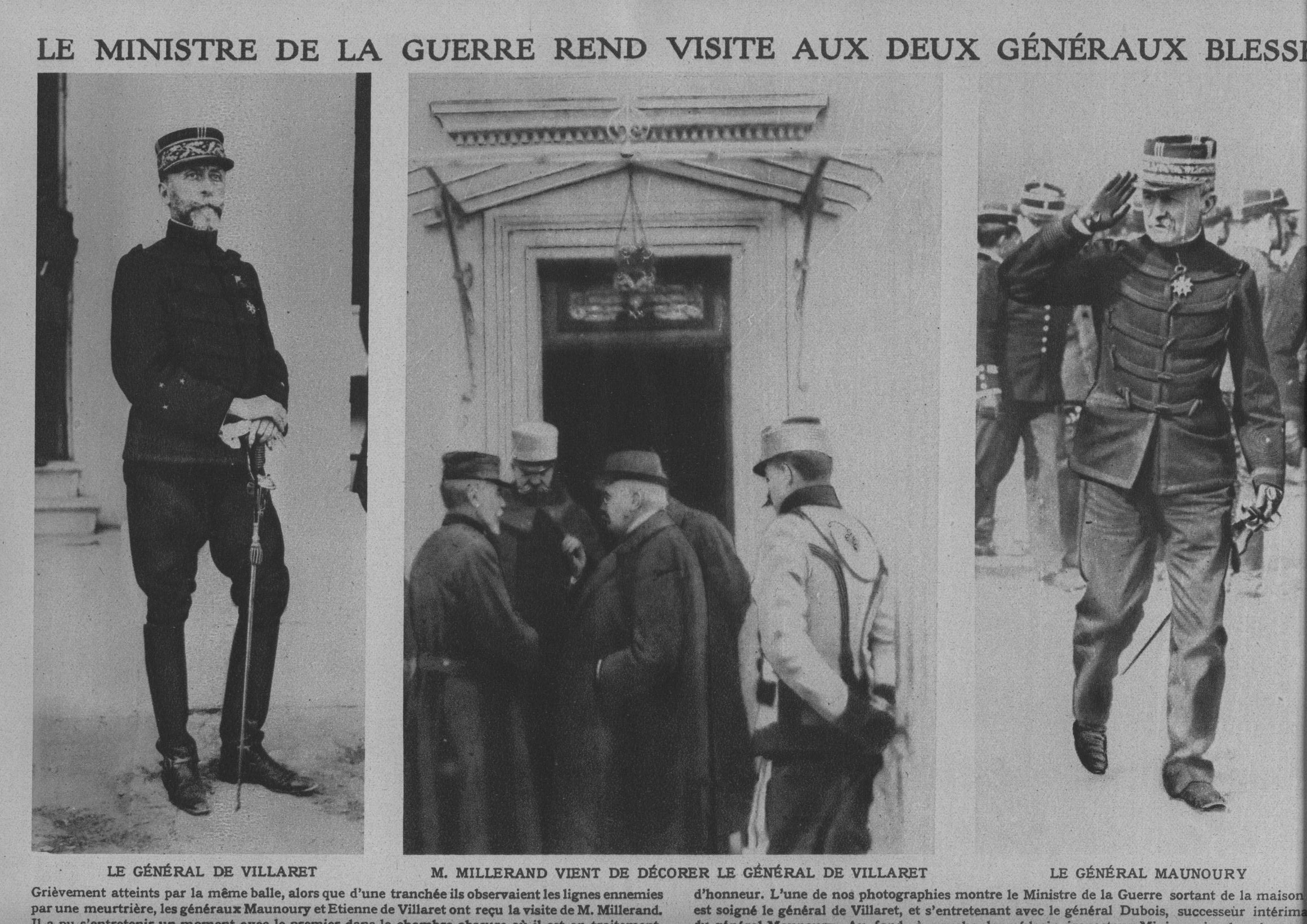
Les deux généraux visités par le ministre de la guerre Millerand.

Moins d'un mois plus tard, il reprit son commandement. Il imposait à ses subordonnés une discipline stricte. Le 29 octobre 1915, quand furent définitivement closes les opérations d’offensive de Champagne, le 7e corps d'armée fut cité à l'ordre des armées dans les termes suivants : « le 7e corps d'armée comprenant les 14e et 37e divisions, sous l'impulsion énergique de son chef le général de Villaret, a enlevé le 25 septembre, sur tout le front, par un assaut, la première position ennemie composée de 4 à 5 lignes de tranchées, a poursuivi le 26 sa brillante offensive, rejetant partout l'ennemi au-delà de sa 2e position de défense, faisant dans ces deux jours de bataille 3000 prisonniers, enlevant 50 canons et recueillant un butin considérable ».

#### Chef de laVIIearmée ennovembre 1915
Le 3 novembre 1915, il devenait chef de la VIIe armée. C'est alors que le prince Arthur de Connaught, cousin et aide de camp personnel du roi Georges V, se rendit sur l'est du front occidental. Il vint à Remiremont où le général de Villaret avait installé son quartier général et lui remit le grand cordon de l'ordre du Bain. 
Peu de temps après, en décembre 1915, il participe à la bataille de l’Hartmannswillerkopf (le Vieil Armand). Les troupes françaises y firent là près de 1 400 prisonniers dont 21 officiers.

#### Fin de carrière endécembre 1916
Le général Étienne de Villaret exerça son commandement jusqu'à la fin de décembre 1916, époque à laquelle il fut élevé à la dignité de grand officier de la Légion d'honneur pour les motifs suivants : « commandant un Corps d'Armée au cours de la bataille de Champagne (septembre 1915) s'est fait remarquer par la méthode de sa préparation et l'impulsion vigoureuse qu'il a su imprimer à ses attaques. Placé à la tête d'une armée depuis le 3 novembre 1915, a fait preuve de la plus remarquable activité dans un secteur difficile ». Il recevait en même temps du général Joffre une lettre contenant le passage suivant : « je garderai toujours le souvenir de vos belles qualités militaires et vous exprime mes remerciements reconnaissants pour la collaboration dévouée que vous m'avez prêtée pendant 28 mois de guerre ».
C'est à Angers, pendant un séjour chez sa fille aînée, qu'il s'alita après une crise d'angine de poitrine. Vaincu par une pneumonie foudroyante, il mourut le dimanche 18 janvier 1931 à sept heures du soir, après avoir reçu dans l'après-midi les secours de la religion de monseigneur Costes, coadjuteur de l'évêque d'Angers, avec lequel il était en relation d'amitié. Selon son vœu, il fut enterré à Saint-Laurent-Lolmie, son village natal.

## Grades
- Caporal (2 septembre 1873) ;
- Sergent (29 mars 1874) ;
- Sous-lieutenant (1er octobre 1874) ;
- Lieutenant (8 septembre 1879) ;
- Capitaine (30 décembre 1884) ;
- Lieutenant-colonel (12 octobre 1901) ;
- Colonel (23 juin 1907) ;
- Général de brigade (23 mars 1912) ;
- Général de division (27 octobre 1914).

## Décorations
- Grand officier de la Légion d'honneur (19 décembre 1916)

- Croix de guerre 1914–1918
- Médaille coloniale avec agrafe "Algérie"
- Ordre du Bain (Royaume-Uni)
- Grand commandeur de l'ordre du Sauveur (Grèce)
- Officier de l'ordre du Soleil levant (Japon)